# 草原黄耆
草原黄耆（学名：Astragalus dalaiensis）为豆科黄芪属的植物，为中国的特有植物。分布于中国大陆的内蒙古等地，生长于海拔500米至1,000米的地区，多生长在干旱草地，目前尚未由人工引种栽培。